# Mabel de Bury St. Edmunds
Mabel de Bury St. Edmunds va ser una brodadora de gran habilitat del segle xiii.
Mabel va néixer a Bury St. Edmunds i com tots els artesans de l'edat mitjana, molt poc s'hauria conegut sobre la seva obra si no fos perquè freqüentment apareix en els registres reials d'Enric III i per això som capaços de traçar alguns moments de la seva vida. Entre els anys 1239 i 1245 va aparèixer als escrits del Rei en vint i quatre ocasions.

## Casulla
La primera vegada que s'esmenta Mabel és amb relació a l'elaboració d'una casulla pel Rei el novembre de 1239. És assumit que el Rei coneixia la seva feina prèvia a aquest temps i que ella era una mestra del seu art, ja que, aquesta era una tasca important que no s'hauria atorgat a la lleugera. no és clar sota quines condicions Mabel va produir la seva obra però tot apunta a que era una “productora independent”, ni era una criada reial ni treballava al taller de ningú.
Mabel va trigar aproximadament dos anys en acabar la casulla acabant la feina el 1241. Es van utilitzar perles i or per decorar les robes. Un cop acabada la feina, el Rei va manar, a un grup de persones amb coneixements, fer una valoració d'aquesta, així com un cost apropiat per a la feina de la Mabel. El Rei va insistir molt per que Mabel fos retribuïda amb una suma generosa. Considerant que ella era una artesana i ell un rei medieval, és notable l'atenció que Enric va posar en aquest assumpte i amb quant respecte la va tractar. El Rei fins i tot va ordenar que li fossin entregats els romanents de tots els materials preciosos que es van utilitzar per la creació de la casulla.

## L'estendard de Westminster Abbey
L'any 1243, Enric III va ordenar Mabel que creés un estendard brodat per ser penjat adjacent a un altar a l'Abadia de Westminster. Aquesta va ser la seva segona peça important de feina pel Rei. Enric III va descriure la iconografia que hi volia veure, imatges de St. Joan i la Verge adequadament brodats amb or, però va mostrar un respecte immens pel judici de Mabel permetent-li desenvolupar el disseny i la composició independentment.

## Anys posteriors
Hi ha unes quantes teories circulant sobre que li va passar a Mabel després d'haver completat l'estendard, ja que, sembla desaparèixer de tots els registres durant onze anys. Per una banda, podria donar-se el cas que hagués passat a treballar per algú altra i el seu nom hagués caigut a l'anonimat. Més probablement, Mabel va acabar el seu període de treball al servei del Rei i es va traslladar fora de Londres, a la seva ciutat natal.
El 1256, Enric va anar a Bury St. Edmunds i va ordenar que fessin venir a Mabel. Pels seus serveis en la creació de “ornaments eclesiàstics” va manar que l'hi siguessin entregades “sis mesures d'una la tela que li resultés agradable a ella i la pell d'un conill per una túnica.” Això era un immens honor, ja que era un regal que normalment només es concedia a abats i cavallers. Mabel va ser una brodadora amb un gran talent i, com a tal, va rebre el favor i l'estima del Rei .